# Legalidad del cannabis según la jurisdicción estadounidense

Legalidad del cannabis en los Estados Unidos
----
Legal para uso recreativo
Legal para uso medicinal
No existe un programa médico integralD Despenalizado
----
Notas:
- Refleja la legislación de los estados y territorios, incluidas las leyes que aún no han entrado en vigor. No refleja las leyes federales, tribales o locales.
- El mapa no muestra la legalidad estatal de los cannabinoides derivados del cáñamo, como el CBD o el delta-8-THC, que han sido legales a nivel federal desde la promulgación de la Ley Agrícola de 2018.

En Estados Unidos, el cannabis es legal en 38 de los 50 estados para uso médico y en 24 estados para uso recreativo. A nivel federal, el cannabis está clasificado como una droga de la Lista I en virtud de la Ley de Sustancias Controladas, por tener un alto potencial de abuso y carecer de uso médico aceptado, lo que prohíbe su uso para cualquier fin. A pesar de esta prohibición, la ley federal generalmente no se aplica contra la posesión, el cultivo o la distribución intraestatal de cannabis en los estados donde dicha actividad ha sido legalizada. El 1 de mayo de 2024, Associated Press informó sobre los planes de la Administración para el Control de Drogas para mover la marihuana a la Lista III menos restrictiva.
El uso médico del cannabis es legal con recomendación médica en 38 estados, cuatro de los cinco territorios permanentemente habitados de EE. UU., y el Distrito federal de Columbia (D.C.). Otros diez estados tienen leyes que limitan el compuesto psicoactivo tetrahidrocannabinol (THC), con el fin de permitir el acceso a productos ricos en cannabidiol (CBD), un componente no tóxico del cannabis. La enmienda Rohrabacher-Farr, aprobada por primera vez en 2014, prohíbe el enjuiciamiento federal de las personas que cumplan las leyes estatales sobre el cannabis medicinal.
El uso recreativo del cannabis se ha legalizado en 24 estados, tres territorios de EE. UU. y D.C. Otros siete estados han despenalizado su consumo La distribución comercial se ha legalizado en todas las jurisdicciones en las que se ha legalizado la posesión, excepto en Virginia y D.C. El cultivo personal para uso recreativo está permitido en todas estas jurisdicciones excepto en Delaware, Illinois, Nueva Jersey y el estado de Washington.
Los fármacos cannabinoides que han recibido la aprobación de la Administración de Alimentos y Medicamentos (FDA) para su uso con receta son Marinol y Syndros (el THC sintético es el principio activo de ambos), Cesamet (nabilona) y Epidiolex (CBD). Para el uso sin receta, los productos con menos del 0,3% de THC delta-9 que contienen CBD, THC delta-8 y otros cannabinoides naturales derivados del cáñamo (cannabis con menos del 0,3% de THC delta-9) son legales y no están regulados a nivel federal, pero la legalidad y la aplicación varían según el estado.

## Por Estado
| Alabama Alaska Arizona Arkansas California Colorado Connecticut Delaware Florida Georgia Hawái Idaho Illinois Indiana Iowa Kansas Kentucky Luisiana Maine Maryland Massachusetts Míchigan Minnesota Misisipi Misuri Montana Nebraska Nevada Nuevo Hampshire Nueva Jersey Nuevo México Nueva York Carolina del Norte Dakota del Norte Ohio Oklahoma Oregón Pensilvania Rhode Island Carolina del Sur Dakota del Sur Tennessee Texas Utah Vermont Virginia Washington Virginia Occidental Wisconsin Wyoming |

| Legal para uso recreativo | Legal para uso medicinal | Ningún programa médico integral | D - Despenalizado |

| Estado              |   | Recreacional | Médico | Cultivo | Notas |
| ------------------- | - | --- | --- | --- | --- |
| Alabama             |   | Ilegal; delito menor en la primera infracción, cualquier infracción posterior es un delito grave. | Legal poseer hasta "70 dosis diarias" a la vez. | Ilegal. | - La primera vez puede ser castigado como un delito menor, pero la posesión adicional, o la intención de vender, puede dar lugar a cargos de delito grave. - Uso médico legalizado en mayo de 2021 mediante un proyecto de ley firmado por la gobernadora Kay Ivey. - Los pacientes registrados pueden poseer un máximo de "70 dosis diarias" de cannabis medicinal al mismo tiempo. Las dosis de productos de cannabis autorizados están limitadas a un máximo de 50 miligramos durante los primeros 90 días. |
| Alaska              |   | Posesión legal de hasta 28,3 g (1 oz) | Posesión legal de hasta 28 g (1 oz) | Legal para uso médico y recreativo hasta una cantidad no superior a 6 plantas por persona, o doce plantas en un hogar con dos o más adultos.                                                                          | Legalizado por la Medida 2 el 4 de noviembre de 2014. |
| Arizona             |   | Posesión legal de hasta 28,3 g (1 oz) | Posesión legal de hasta 71 g (2,5 oz) durante 14 días. | Legal para uso médico (ver notas) y recreativo hasta una cantidad no superior a 6 plantas por persona, o doce plantas en un hogar con dos o más adultos.                                                              | - Uso médico legalizado a través de la Propuesta 203 en 2010. - Uso recreativo legalizado a través de la Propuesta 207 el 3 de noviembre de 2020. - Los pacientes médicos sólo pueden cultivar si se encuentran a más de 40 km del dispensario más cercano. |
| Arkansas            |   | Ilegal; Delito meno | Posesión legal de hasta 71 g (2,5 oz) durante 14 días. | Ilegal. | - La posesión de menos de 3 oz (85,0 g) es un delito menor; las ciudades de Fayetteville y Eureka Springs etiquetan el cannabis como su prioridad policial más baja. - 8 de noviembre de 2016: la marihuana medicinal se legalizó cuando la Cuestión 6 fue aprobada por el 53% de los votantes.. |
| California          |   | Posesión legal de hasta 28,3 g (1 oz) | Posesión legal de hasta 230 g (8 oz) | Legal para uso recreativo hasta una cantidad de seis plantas por hogar o acre de tierra. | - Julio de 1975: La Ley del Senado 95 redujo la pena por posesión de 28,3 g (1 oz) o menos de cannabis a un delito menor punible. - Noviembre de 1996: primer estado en legalizar la marihuana medicinal, con la aprobación de la Proposición 215 por el 56% de los votantes.. - Noviembre de 2016: Aprobada la Proposición 64 por 57% a 43%, que legaliza la venta y distribución, con efecto a partir del 1 de enero de 2018. |
| Colorado            |   | Posesión legal de hasta 56,7 g (2 oz) | Posesión legal de hasta 57 g (2 oz) | Legal para uso médico y recreativo hasta un máximo de seis plantas por persona, de las cuales no más de tres deben estar maduras al mismo tiempo.                                                                     | - 6 de noviembre de 2012: Aprobada por los votantes la Enmienda 64 de Colorado, que legaliza la venta y posesión de marihuana para uso no médico, incluido el cultivo de hasta seis plantas con un máximo de tres maduras. - En Denver, hay un límite de 12 plantas por hogar, independientemente del número de adultos. - Colorado se convirtió en el segundo estado en legalizar, entrando en vigor cuatro días después del estado de Washington, sin embargo, fue el primer estado en el que se estableció la venta legal al por menor. - 20 de mayo de 2021: El gobernador de Colorado, Jared Polis, firma el proyecto de ley HB 21-1090, que aumenta los límites de posesión de 1 onza a 2 onzas para los adultos. |
| Connecticut         |   | Legal llevar hasta 42,5 g (1,5 oz) o poseer hasta 141,7 g (5 oz) bajo llave en el interior de una vivienda o en el maletero de un vehículo.                                                                                         | Posesión legal de hasta 140 g (5 oz) al mes | Legal para uso médico y recreativo hasta una cantidad de seis plantas, con sólo tres maduras a la vez. | - 22 de junio de 2021: El gobernador de Connecticut, Ned Lamont, firmó el proyecto de ley SB 1201, que legaliza la marihuana recreativa para adultos a partir del 1 de julio de 2021. Los que tengan entre 18 y 20 años estarán sujetos a una multa civil de hasta 150 dólares, y los menores de 18 años no podrán ser detenidos por simple posesión.. |
| Delaware            |   | Posesión legal de hasta 28 g (1 oz) y 12 g (0,4 oz) de concentrado | Posesión legal de hasta 171 g (6 oz) | Ilegal | - 13 de mayo de 2011: Delaware legaliza el cannabis medicinal a través de la legislatura estatal. - 10 de febrero de 2012: El gobernador Jack Markell suspendió la marihuana medicinal después de que una carta del Departamento de Justicia amenazara con un proceso federal - 31 de agosto de 2016: Jack Markell firmó el proyecto de ley 400 de la Cámara de Representantes, que amplía los programas de cannabis medicinal para las personas con una enfermedad terminal. - 23 de abril de 2023: El proyecto para legalizar el cannabis recreativo se convierte en ley sin la firma del gobernador. |
| Florida             |   | Ilegal | Es legal poseer hasta tres "límites de suministro" de 70 días, o seis de 35 días. Un suministro de 35 días está limitado a 71 g (2,5 oz).                                 | Ilegal. | - 8 de noviembre de 2016: legalización de la marihuana medicinal a partir del 1 de julio de 2017, cuando los votantes aprobaron la Enmienda 2 por un 71%. - En 2019, se promulgó la legislación en virtud del proyecto de ley 182 del Senado, que permite a las personas con afecciones médicas elegibles adquirir cannabis fumable en dispensarios autorizados de marihuana medicinal. |
| Georgia             |   | Ilegal; despenalizado en las ciudades de Atlanta, Clarkston, Forest Park, Savannah, South Fulton, Statesboro, no incorporado en el condado Fulton , y condado Macon–Bibb .                                                          | Aceite de CBD (menos del 5% de THC) | Ilegal | - El delito menor de posesión de 28,3 g (1 oz) o menos puede castigarse con una multa de hasta 1.000 $ o hasta 12 meses de cárcel. Es un delito grave poseer más de 28,3 g (1 oz), fabricar, entregar, distribuir, dispensar, administrar, comprar, vender o poseer con intención de distribuir marihuana, y se castiga con penas de prisión no inferiores a un año ni superiores a diez. Las penas a nivel de ciudad y de condado por delitos menores de posesión varían. - 16 de abril de 2015: se legaliza el uso de aceite de CBD con bajo contenido en THC para uso médico, pero el cultivo, la producción y la venta en el estado siguen siendo ilegales. |
| Hawái               | D | Ilegal; despenalizada hasta 3 g (0,11 oz) | Posesión legal de hasta 114 g (4 oz). | Legal sólo para pacientes médicos hasta una cantidad no superior a 7 plantas por persona. | - 15 de junio de 2000: El gobernador Ben Cayetano firma el proyecto de ley que legaliza la marihuana medicinal. Primera legislatura estatal en hacerlo. - El gobernador David Ige firmó el proyecto de ley que permite los dispensarios de cannabis medicinal. - El gobernador Ige firmó una ley que amplía los programas de cannabis medicinal. - 25 de junio de 2019: El gobernador Ige anunció que no vetaría un proyecto de ley aprobado por la legislatura para despenalizar menos de 3 g de marihuana. La ley entró en vigor el 11 de enero de 2020. |
| Idaho               |   | Ilegal; Delito menor (85 g (3 oz) o menos) | Aceite de CBD (menos del 0,1% de THC) | Ilegal; Delito grave | - Posesión de 85 g (3 oz) o menos un delito menor de hasta 1 año de prisión o multa de hasta 1.000 $ o ambos. Más de 85,0 g (3 oz) pero menos de 0,5 kg (1 lb) un delito grave de hasta 5 años de prisión o multa de hasta 10.000 dólares o ambos. - 2015: el Fiscal General de Idaho estipuló que el CBD debe contener cero THC y derivarse de una de las cinco partes identificadas de la planta de cannabis, de lo contrario es ilegal en Idaho según la ley actual. - 2021: El gobernador Brad Little promulga el proyecto de ley 1017 del Senado, que amplía el acceso legal al CBD del 0,0% al 0,1% de THC.. |
| Illinois            |   | Posesión legal de hasta 30 g (1,1 oz) | Posesión legal de hasta 71 g (2,5 oz) por período de 14 días. | Legal sólo para pacientes médicos hasta una cantidad de 5 plantas por persona. | - La Ley de Control del Cannabis de 1978 permitía la marihuana medicinal, pero nunca llegó a aplicarse. - 1 de agosto de 2013: El gobernador Pat Quinn firma el proyecto de ley que legaliza la marihuana medicinal a partir del 1 de enero de 2014.. - 31 de mayo de 2019: la Asamblea General aprueba la Ley de Regulación e Impuestos del Cannabis de Illinois para legalizar el consumo recreativo de marihuana a partir del 1 de enero de 2020, permitiendo a los adultos mayores de 21 años poseer hasta 30 g (1,1 oz). Con la firma del Gobernador J. B. Pritzker el 25 de junio, Illinois se convirtió en el primer estado del país en legalizar la venta de marihuana para adultos mediante una ley de la legislatura estatal. |
| Indiana             |   | Ilegal; Delito menor (hasta 6 meses de cárcel, multa de 1.000 dólares) | Aceite de CBD (menos del 0,3% de THC) legal para cualquier uso | Ilegal | - 1913: prohibido - Despenalizado en el condado de Marion - Productos Delta-8 permitidos |
| Iowa                |   | Ilegal; Delito menor | Legal poseer hasta una cantidad de THC no superior a 4,5 gramos por período de 90 días.                                                                                   | Ilegal; Delito grave | - 2014: Legalizado el aceite de CBD con menos del 3% de THC. - 2017: El programa médico se amplía para incluir más afecciones. - 2020: El límite de THC pasa a 4,5 gramos por 90 días. |
| Kansas              |   | Ilegal; Delito menor | Aceite de CBD (con 0% de THC) legal para cualquier uso | Ilegal | - 1927: prohibido - 2018: El aceite de CBD, exento de la definición de marihuana. |
| Kentucky            |   | Ilegal; Delito menor (226,8 g (8 oz) o menos) | Legal poseer un "suministro ininterrumpido para 30 días" | Ilegal; Delito menor (5 plantas o menos) | - 2014: CBD legalizado - El gobernador Andy Beshear firmó una orden ejecutiva, efectiva a partir del 1 de enero de 2023, para indultar a cualquier persona que posea hasta 8 onzas de cannabis si se compra legalmente en otro estado y un médico certifica que el paciente tiene una de las 21 condiciones que califican. - 2023: Promulgada la ley 47 del Senado para legalizar el uso médico. |
| Luisiana            | D | Ilegal; despenalizada hasta 14 gramos (0,5 oz) | Legal poseer hasta un "suministro de 30 días" | Ilegal | - 1924: prohibido - 2015: legalización del cannabis medicinal - 2020: El gobernador John Bel Edwards promulga el proyecto de ley 819 por el que se amplía el acceso al cannabis a "cualquier enfermedad" que un médico "considere debilitante para un paciente concreto y esté cualificado por su educación y formación médica para tratarla". - 2021: El Gobernador Edwards promulga la despenalización. |
| Maine               |   | Posesión legal de hasta 70,9 g (2,5 oz) | Posesión legal de hasta 71 g (2,5 oz) | Legal para uso médico y recreativo hasta una cantidad de seis plantas con no más de tres maduras a la vez. No hay límite en la cantidad de plántulas que se pueden cultivar a la vez..                                | - 1913: Prohibido - 1976: Despenalizado - 1999: Cannabis medicinal legalizado - 2009: Mayor despenalización - 2016:Legalización del uso recreativo en virtud de la Pregunta 1 de Maine de 2016 |
| Maryland            |   | Posesión legal de hasta 42 g (1,5 oz) y 12 g (0,4 oz) de concentrado | Posesión legal de hasta 120 g (4,2 oz) o 36 g (1,3 oz) de concentrado | Legal para uso recreativo hasta dos plantas por hogar. Los pacientes de cannabis medicinal registrados pueden cultivar cuatro plantas por hogar.                                                                      | - 2014: despenalizado - 2022: legalizada en virtud de la Pregunta 4 de Maryland de 2022, a partir del 1 de julio de 2023 |
| Massachusetts       |   | Es legal poseer hasta 28,3 g (1 oz) en público o 283,5 g (10 oz) en casa. | Legal poseer hasta 10 oz (280 g) por cada periodo de 2 meses | Legal para uso recreativo hasta una cantidad de seis plantas por persona o doce plantas como máximo para 2 o más adultos en un hogar.                                                                                 | - 2008: despenalización del cannabis por el 63% de los votos en la Pregunta 2. Una onza (28,3 g) o menos se castiga con una multa de 100 dólares. - 2012: marihuana medicinal legalizada cuando la Pregunta 3 fue aprobada por un 60%. - 2016: legalizó la marihuana recreativa cuando la Pregunta 4 fue aprobada por el 54%. |
| Míchigan            |   | Es legal poseer hasta 70,9 g (2,5 oz) en público o 283,5 g (10 oz) en casa. | Posesión legal de hasta 71 g (2,5 oz) | Legal para uso recreativo hasta una cantidad de 12 plantas por hogar. | - 2008: legalizó el cannabis medicinal con la Propuesta 1 - 2018: legalizó el cannabis recreativo con la aprobación por los votantes de la Propuesta 1 de Míchigan de 2018 |
| Minnesota           |   | Posesión legal de hasta 2 libras (2 onzas en público), 8 g de concentrado y 800 mg de infusiones comestibles. | Posesión legal de hasta 71 g (2,5 oz) cada 14 días. | Legal para uso recreativo hasta una cantidad de 8 plantas, de las cuales sólo 4 pueden estar maduras a la vez | - 1976: decriminalization - 2014: legalización del cannabis medicinal - 2022: Se aprueba legislación para permitir la venta y el consumo de alimentos y bebidas que contengan 5 mg de THC por ración y 50 mg por envase. - 2023: El gobernador Tim Walz firma el House File 100 para legalizar el cannabis para uso recreativo, con efecto a partir del 1 de agosto de 2023. |
| Misisipi            | D | Ilegal; despenalizada hasta 30 g (1,1 oz) o menos por primer delito. | Posesión legal de hasta 85 g (3 oz) al mes | Ilegal. | - 1978: despenalizado - 2014: CBD legalizado - 2020: legalización del cannabis medicinal a través de la Iniciativa 65,que posteriormente fue anulado por el Tribunal Supremo de Misisipi - 2022: El uso médico vuelve a ser legal gracias a la ley firmada por el Gobernador Tate Reeves. |
| Misuri              |   | Posesión legal de hasta 85,0 g (3 oz) | Posesión legal de hasta 170 g (6 oz) al mes | Legal para uso médico y recreativo hasta una cantidad de seis plantas por persona o doce plantas para 2 o más adultos en un hogar con licencia.                                                                       | - 2014: despenalizado; CBD legalizado - 2018: Los votantes de Misuri aprueban la Enmienda 2, que permite la distribución y regulación del cannabis medicinal. - 2022: Los votantes de Misuri aprueban la Enmienda 3, que legaliza el consumo recreativo para adultos mayores de 21 años. |
| Montana             |   | Posesión legal de hasta 28,3 g (1 oz) y 8 g de concentrados | Posesión legal de hasta 28 g (1 oz) | Legal para uso médico y recreativo hasta un máximo de cuatro plantas por persona u 8 por hogar, no se permiten más de 4 plantas maduras a la vez.                                                                     | - 3 de noviembre de 2020: Legalizado por la Iniciativa 190 |
| Nebraska            | D | Ilegal; despenalizada (sólo primera infracción) | Aceite de CBD (contiene hasta un 0,3% de THC) legal para cualquier uso | Ilegal | Posesión de hasta 28,3 g (1 oz) multa de hasta 300 $ por primer delito, con posible educación obligatoria sobre drogas. En la segunda infracción, multa de hasta 500 $ y hasta cinco días de cárcel; en la tercera, multa de hasta 500 $ y máximo una semana de cárcel. |
| Nevada              |   | Posesión legal de hasta 71 g (2,5 oz) y 7 g (un cuarto de oz) de concentrado | Posesión legal de hasta 71 g (2,5 oz) | Legal para uso médico y recreativo sólo para personas que vivan al menos a 40 km del dispensario más cercano. El límite es de 6 plantas para uso recreativo y 12 plantas para uso médico..                            | - 7 de noviembre de 2000: legalización de la marihuana medicinal con el 65% de los votos en la Pregunta 9. - 8 de noviembre de 2016: se legaliza la marihuana recreativa al aprobarse la Pregunta 2 por un 54%. - Se permite el cultivo a domicilio si se encuentra al menos a 40,2 km de la tienda. - 8 de junio de 2023: Los límites de posesión legal para adultos pasan de 1 onza y un octavo de onza de concentrado a 2,5 onzas y un cuarto de onza de concentrado. |
| Nuevo Hampshire     | D | Ilegal; despenalizada hasta 21,3 g (0,75 oz) o menos | Posesión legal de hasta 57 g (2 oz) | Ilegal. | - 23 de julio de 2013: la marihuana medicinal se legaliza cuando la gobernadora Maggie Hassan firma la ley HB 573. - 11 de julio de 2015: El gobernador Hassan amplió la ley de marihuana medicinal. - 18 de julio de 2017: El gobernador Chris Sununu firmó un proyecto de ley que despenaliza hasta 21,3 g (0,75 oz).. |
| Nueva Jersey        |   | Posesión legal de hasta 170,1 g (6 oz) . Servicios de reparto autorizados. | Posesión legal de hasta 85 g (3 oz) al mes | Ilegal. | - 18 de enero de 2010: el gobernador Jon Corzine firma la ley sobre marihuana medicinal. Máximo 1 año de cárcel y 1.000 dólares de multa por posesión de hasta 50 gramos. 19 de septiembre de 2016: El gobernador Chris Christie firmó el proyecto de ley 457 de la Asamblea que añade el TEPT como una condición que califica para la marihuana medicinal, con efecto inmediato. - 3 de noviembre de 2020: legalización del uso recreativo por referéndum. - 22 de febrero de 2021: el gobernador Phil Murphy firma la ley que permite la legalización del cannabis. El proyecto de ley incluye disposiciones para la concesión de licencias de transporte (entrega) y cultivo. |
| Nuevo México        |   | Posesión legal de hasta 56,7 g (2 oz) | Posesión legal de hasta 230 g (8 oz) por período de 90 días | Legal para uso médico y recreativo hasta una cantidad no superior a 16 plantas, de las cuales no más de 4 pueden estar maduras a la vez, para uso médico, y 6 plantas maduras, o doce por hogar, para uso recreativo. | - 2007: uso médico legalizado cuando el Gobernador Bill Richardson firmó la Ley del Senado 523. - 2019: se promulgó la ley de despenalización. - 2021: marihuana recreativa promulgada por la Gobernadora Michelle Lujan Grisham, en vigor a partir del 29 de junio de 2021. - 2022: las ventas comerciales comenzaron el 1 de abril de 2022. |
| Nueva York          |   | Es legal poseer hasta 3 oz (85,0 g) de cannabis o 24 g de concentrados en casa y 3 oz (85,0 g) en público o regalar sin remuneración.                                                                                               | Legal poseer un suministro para 60 días. | Legal para uso médico y recreativo hasta una cantidad de tres plantas maduras y tres inmaduras por persona, con un límite de doce por hogar.                                                                          | - 14 de julio de 2014: legalización de la marihuana medicinal cuando el gobernador Andrew Cuomo firmó la legislación que permite comestibles, aceites, pastillas y vaporización, pero no fumar. - 20 de junio de 2019: el proyecto de ley de despenalización total es aprobado por la legislatura y firmado por el gobernador Cuomo. El proyecto de ley despenaliza las cantidades inferiores a 2 oz (56,7 g), estableciendo una multa de 50 dólares por menos de 1 oz (28,3 g) y de 100 dólares por menos de 2 oz. También elimina la laguna jurídica "a la vista del público", por la que la policía exigía a los sospechosos que vaciaran sus bolsillos, provocando así que el cannabis estuviera a la vista del público. La ley entró en vigor el 30 de agosto de 2019.. - 31 de marzo de 2021: Ley de legalización de la marihuana firmada por el gobernador. |
| Carolina del Norte  | D | Ilegal; despenalizada hasta 42 g (1,5 oz) o menos | Aceite CBD | Ilegal | - 1977: despenalizado - 2015: CBD legalizado |
| Dakota del Norte    | D | Ilegal; despenalizada hasta 14 g (0,5 oz) o menos | Posesión legal de hasta 85 g (3 oz) | Ilegal. | - 8 de noviembre de 2016: legalizó la marihuana medicinal cuando los votantes aprobaron la Medida 5 por un 64%.. - Mayo de 2019: despenalizado |
| Ohio                |   | Es legal poseer hasta 2,5 oz (71 g) y hasta 15 gramos de concentrados de cannabis. | Legal poseer un suministro para 90 días. | Legal cultivar 6 plantas por adulto, máximo 12 plantas por hogar. | - 3 de noviembre de 2015: Fracasa la aprobación de una iniciativa de uso recreativo. - 8 de junio de 2016: El gobernador John Kasich firmó la legislación que legaliza la marihuana medicinal. - 7 de noviembre de 2023: Los votantes de Ohio aprueban un referéndum que legaliza el cannabis recreativo.. |
| Oklahoma            |   | Ilegal | Es legal poseer hasta 230 g (8 oz), 28 g (1 oz) de concentrado y 2 kg (72 oz) de comestibles en una residencia. Los pacientes pueden poseer hasta 3 oz (85 g) en público. | Legal sólo para pacientes medicinales hasta una cantidad de seis plantas y 6 esquejes por persona. | - 1933: criminalizado - 2015: La gobernadora Mary Fallin firma una ley que permite el uso de aceite de CBD en niños con epilepsia. - 26 de junio de 2018: Voters in Oklahoma approved State Question 788, legalizing medical marijuana. |
| Oregón              |   | Es legal poseer hasta 56,7 g (2 oz) en público o 226,8 g (8 oz) en casa. | Posesión legal de hasta 680 g (24 oz) | Legal para uso médico y recreativo hasta una cantidad de seis plantas maduras y 18 plantones para pacientes médicos o cuatro plantas por hogar para uso recreativo..                                                  | - 1973: Oregón se convierte en el primer estado en despenalizar el cannabis. - 4 de noviembre de 2014: los votantes aprueban la Medida 91 que permite la posesión y venta de cantidades determinadas de cannabis. - Reforma de las penas por cannabis firmada el 1 de julio de 2015 por la gobernadora Kate Brown. - Más reformas del cannabis medicinal firmadas el 28 de julio de 2015 por el gobernador Brown, en vigor desde el 1 de octubre de 2015. - El gobernador Brown firma un impuesto del 25% sobre las ventas de cannabis. - 1 de enero de 2022: Aumento del límite de posesión personal de 1 oz a 2 oz. |
| Pensilvania         |   | Ilegal; despenalizada en Filadelfia y Pittsburgh hasta 30 g (1,1 oz) | Posesión legal para 90 días | Ilegal. | - 17 de abril de 2016: ley de uso médico firmada por el gobernador Wolf. Posesión de 30 g (1,1 oz) o menos hasta 30 días de cárcel y multa de hasta 500 $. Más de 30 g un delito menor de hasta un año de cárcel y multa de 5000 $. |
| Rhode Island        |   | Posesión legal de hasta 28,3 g (1 oz) | Posesión legal de hasta 71 g (2,5 oz) | Legal para uso médico y recreativo hasta una cantidad de 12 plantas y 12 esquejes para pacientes médicos o seis plantas de las cuales no más de 3 son maduras para uso recreativo.                                    | Legalizado por proyectos de ley firmados el 25 de mayo de 2022. |
| Carolina del Sur    |   | Delito menor | Aceite de cannabis (menos del 0,9% de THC) | Ilegal | - La gobernadora Nikki Haley firmó el proyecto de ley 1035 del Senado, "Ley de Julian", que permite que los niños con epilepsia grave sean tratados con aceite de CBD si lo recomienda un médico. |
| Dakota del Sur      |   | Delito menor | Posesión legal de hasta 85 g (3 oz) | Legal para pacientes medicinales hasta una cantidad no superior a 2 plantas con flor y 2 sin flor; más en algunos casos.                                                                                              | La posesión de 2 onzas o menos es un delito menor de clase 1 castigado con un máximo de 1 año de prisión y una multa máxima de 2.000 USD. Uso médico legal a partir del 1 de julio de 2021.. - 3 de noviembre de 2020: Legalización del uso medicinal y recreativo mediante referendos separados. - 8 de febrero de 2021: El referéndum sobre la legalización recreativa (Enmienda A) es anulado por el juez del tribunal de circuito por inconstitucional. - El 24 de noviembre de 2021, el Tribunal Supremo de Dakota del Sur falló por 4-1 que la Enmienda A era inconstitucional, anulando la legalización recreativa. |
| Tennessee           |   | Ilegal; Delito menor (menos de 0,5 oz (14,2 g); sólo primera o segunda infracción). | Aceite de cannabis (menos del 0,9% de THC) | Ilegal; Delito menor (nueve plantas o menos), Delito grave (diez o más plantas) | Posesión por primera vez: un año de libertad condicional supervisada en lugar de un año de prisión; posesión de 14,2 g (0,5 oz) o más para reventa: delito grave. Posesión de aceite de CBD permitida desde el 4 de mayo de 2015, si se sufren convulsiones o epilepsia con recomendación de un médico. |
| Texas               |   | Ilegal (legal de facto por la negativa a detener por menos de 4 oz (112 g) en posesión en Austin. Una política de "citar y liberar" está en vigor en Houston, Dallas, San Antonio, Austin, y los residentes del Condado de Travis). | Aceite de CBD (no más del 1% de THC y no menos del 10% de CBD) | Ilegal | - Diciembre de 2014: la posesión de hasta 2 oz (56,7 g) de marihuana puede acarrear una pena de cárcel de hasta seis meses y una multa de hasta 2.000 USD. - 1 de junio de 2015: el gobernador Greg Abbott firma un proyecto de ley que legaliza el aceite de CBD para uso médico en pacientes con epilepsia intratable. - Mayo de 2019: amplió las condiciones de calificación del cannabis medicinal para incluir la enfermedad de Parkinson, la ELA, el autismo, la esclerosis múltiple, la espasticidad y el cáncer terminal. - Junio de 2021: El gobernador Greg Abbott firmó un proyecto de ley que amplía el programa médico limitado del 0,5% de THC al 1,0% de THC. En vigor a partir del 1 de septiembre de 2021. |
| Utah                |   | Ilegal; Delito menor | Posesión legal de hasta 113 g (4 oz) por período de 30 días | Ilegal. | - 2014: Se firma la ley HB 105, que permite el uso de aceite de cannabis con bajo contenido en THC para pacientes con epilepsia. - Marzo de 2018: Firmada la ley HB 195 que permite el cannabis para ciertos enfermos terminales. - Posesión de hasta 28,3 g (1 oz) 6 meses de prisión y multa máxima de 1.000 USD. Más de 10 oz (283,5 g) multa de 10.000 USD. Vender cualquier cantidad es un delito grave con 5 años de prisión y multa de 5.000 USD. |
| Vermont             |   | Posesión legal de hasta 28,3 g (1 oz) | Posesión legal de hasta 57 g (2 oz) | Legal para uso médico y recreativo hasta una cantidad de 9 plantas, con sólo 2 a la vez maduras para pacientes médicos, o seis plantas para uso recreativo de las cuales no más de dos pueden estar maduras a la vez. | - 19 de mayo de 2004: legalización de la marihuana medicinal con la promulgación de la Ley 76 del Senado. - Junio de 2007: la marihuana medicinal se amplía con la promulgación de la ley SB 7. - 6 de junio de 2013: El gobernador Peter Shumlin firmó la ley HB200, por la que se despenaliza 1 onza (28,3 g). - Enero de 2018: Se promulgó la ley HB511,legalización del uso recreativo de 28,3 g (1 oz) y dos plantas,con efecto a partir del 1 de julio de 2018. Primera legislatura estatal que legaliza la marihuana recreativa. |
| Virginia            |   | Es legal poseer hasta 28,3 g (1 oz) en público; en casa no hay límite. La legislatura aún no ha autorizado la venta al por menor.                                                                                                   | Es legal poseer hasta 4 oz (113 g) por periodo de 30 días; a diferencia del uso recreativo, la venta comercial de marihuana medicinal es legal.                           | Legal para uso médico y recreativo hasta una cantidad de 4 plantas por hogar. | - Abril de 2020: despenalizada hasta 1 oz (28,3 g) (castigada con una multa de 25 $) por la legislación firmada por el gobernador Ralph Northam. - 7 de abril de 2021: Legalizado para uso recreativo a partir del 1 de julio de 2021. Estaba previsto que las ventas al por menor comenzaran el 1 de enero de 2024, pero la legislatura no llegó a desarrollar el marco jurídico necesario. |
| Washington          |   | Posesión legal de hasta 28,3 g (1 oz) | Es legal poseer hasta 85 g (3 oz), 1,3 kg (48 oz) de comestibles, 21 g (0,74 oz) de concentrados y 6,1 kg (216 oz) de líquidos infusionados.                              | Legal sólo para pacientes médicos hasta una cantidad de 6 plantas. | - 2012: legalizada por la Iniciativa 502 de Washington. La ley permite a cualquier persona mayor de 21 años portar 1 oz (28,3 g), y exige vendedores, distribuidores y cultivadores con licencia. El cultivo en casa no está permitido, salvo para uso médico. Primer estado en legalizar la marihuana recreativa el 6 de diciembre de 2012, cuatro días antes que Colorado. |
| Virginia Occidental |   | Ilegal; Delito menor | Legal | Ilegal. | "Ley de Uso Compasivo del Cannabis con Fines Médicos; establece protecciones para el uso médico del cannabis..." |
| Wisconsin           |   | Ilegal; delito menor en la primera infracción, delito grave en las siguientes; despenalizado en las ciudades de Milwaukee y Madison.                                                                                                | Aceite de CBD | Ilegal; Delito grave | - Primer delito: multa de hasta 1.000 dólares o pena de prisión de hasta 6 meses, o ambas. Segundo delito grave de clase I multa de hasta 10.000 $ o pena de prisión de hasta 3,5 años, o ambas. - El aceite de CBD medicinal se legalizó en 2014 y 2017. - En 2020, Madison, WI legalizó la posesión de hasta 1 oz (28,3 g) de cannabis recreativo, incluyendo fumar cannabis en propiedad pública (sin incluir lugares donde los cigarrillos ya están prohibidos, dentro o dentro de 1000 pies (304,8 m) de una escuela, o detrás del volante). |
| Wyoming             |   | Ilegal; Delito menor | Aceite de CBD | Ilegal | Estar bajo la influencia de la marihuana es un delito menor de hasta 90 días de prisión y multa de hasta $100. La posesión de 3 oz (85,0 g) o menos es un delito menor de hasta 1 año de prisión y multa de hasta $1000. |

## Distrito federal
| Distrito             |  | Recreacional                                                         | Médico                               | Cultivo | Notas |
| -------------------- |  | -------------------------------------------------------------------- | ------------------------------------ | --- | --- |
| Distrito de Columbia |  | Posesión legal de hasta 56,7 g (2 oz). Prohibida la venta comercial. | Posesión legal de hasta 230 g (8 oz) | Legal para uso recreativo hasta una cantidad de seis plantas con sólo tres maduras a la vez; no existen disposiciones para el cultivo recreativo comercial. | - 1998: Se votó la Iniciativa 59 para permitir la marihuana medicinal, pero el Congreso impidió que entrara en vigor hasta 2009. - 2014: El alcalde de Washington, Vincent Gray, firmó un proyecto de ley que despenalizaba la posesión de hasta 28,3 gramos de marihuana en la capital estadounidense para los mayores de 18 años. La ley convertía la posesión en una infracción civil con una sanción de 25 dólares, inferior a la mayoría de las multas de aparcamiento de la ciudad. - 2014, el Distrito de Columbia votó a favor de la Iniciativa 71 para legalizar la posesión, el cultivo y el transporte de marihuana con fines recreativos; la producción comercial y la venta están prohibidas. La ley entró en vigor el 26 de febrero de 2015, tras 30 días de revisión en el Congreso. |

## Por territorio habitado
| Territorio                           |  | Recreacional                                                                                   | Médico                                       | Cultivo | Notas |
| ------------------------------------ |  | ---------------------------------------------------------------------------------------------- | -------------------------------------------- | --- | --- |
| Samoa Americana                      |  | Ilegal                                                                                         | Ilegal                                       | Ilegal | - En 1999, el territorio estableció una sentencia mínima obligatoria de cinco años por posesión de cualquier cantidad de cualquier droga ilegal, para incluir explícitamente la marihuana, incluso cuando fuera prescrita médicamente en otra jurisdicción. |
| Guam                                 |  | Posesión legal de hasta 28 g (1 oz) y 8 g de concentrado                                       | Posesión legal de hasta 71 g (2,5 oz)        | Legal para uso médico y recreativo hasta una cantidad no superior a 6 plantas maduras y 12 inmaduras para pacientes médicos o hasta 6 plantas inmaduras y 3 maduras para uso recreativo. | - 4 de noviembre de 2014: los residentes aprobaron una medida electoral que permite el cannabis solo para uso médico. - Marzo de 2019: la Asamblea Legislativa de Guam aprobó un proyecto de ley (por una ajustada votación de 8-7) para legalizar el cannabis recreativo. El Gobernador de Guam firmó el proyecto de ley el 4 de abril de 2019, con efecto inmediato. |
| Islas Marianas del Norte             |  | Legal                                                                                          | Legal                                        | Legal para uso médico y recreativo hasta una cantidad de 6 plantas maduras y 12 inmaduras.                                                                                               | - 21 de septiembre de 2018: El gobernador republicano Ralph Torres firmó un proyecto de ley para legalizar el uso recreativo del cannabis en el territorio. |
| Puerto Rico                          |  | Ilegal                                                                                         | Es legal poseer un suministro para 30 días.. | Ilegal. | - 4 de mayo de 2015: el gobernador de Puerto Rico firma una orden ejecutiva que legaliza la marihuana medicinal en el territorio estadounidense.. |
| Islas Vírgenes de los Estados Unidos |  | Posesión legal de hasta 2 oz (57 g), 1 oz (28 g) de comestibles y 14 g (.5 oz) de concentrado. | Posesión legal de hasta 113 g (4 oz)         | Legal para pacientes médicos hasta una cantidad de 12 plantas. El cultivo para uso no médico sólo es legal con fines sacramentales.                                                      | - Diciembre de 2014: se despenalizó la posesión de hasta 1 oz (28,3 g). - Enero de 2019: se legalizó el uso médico. - Enero de 2023: Proyecto de ley para legalizar el uso recreativo firmado por el gobernador Albert Bryan el 18 de enero de 2023. |

## Por nación tribal
Nota: En Estados Unidos hay aproximadamente 326 reservas indígenas reconocidas a nivel federal. Esta tabla muestra sólo las reservas que se sabe que han legalizado el uso médico o recreativo del cannabis, y puede no ser una lista completa de las reservas que lo han hecho.

| Reserva                                                    |  | Recreacional | Médico | Cultivo                                                                        | Notas |
| ---------------------------------------------------------- |  | ------------ | ------ | ------------------------------------------------------------------------------ | --- |
| Tribu Sioux Flandreau Santee (Dakota del Sur)              |  | Legal        | Legal  | Ilegal; sólo se ha permitido un emplazamiento como lugar de cultivo principal. | En verano de 2015, las autoridades tribales votaron 5-1 a favor de legalizar el cannabis recreativo, convirtiéndose en la primera reserva en hacerlo tras el Memorando Cole de 2013.                                            |
| Tribu sioux oglala lakota (Dakota del Sur)                 |  | Legal        | Legal  | Legal                                                                          | Legalizado por referéndum en marzo de 2020, ordenanza en vigor el 27 de noviembre de 2020. |
| Tribu Suquamish (Washington)                               |  | Legal        | Legal  | Legal                                                                          | En septiembre de 2015, la tribu firmó el primer pacto de cannabis tribu-Estado del país, en virtud del cual la tribu gestionaría una tienda minorista de cannabis con una normativa paralela a la del estado de Washington.     |
| Tribu de la Isla Squaxin (Washington)                      |  | Legal        | Legal  | Legal                                                                          | Legalizado en noviembre de 2015. |
| Banda Oriental de los Indios Cherokee (Carolina del Norte) |  | Legal        | Legal  | Ilegal                                                                         | - El consejo tribal votó en mayo de 2021 permitir la posesión de hasta una onza. - Los votantes aprobaron un referéndum en septiembre de 2023 que ordena al consejo tribal permitir las ventas recreativas.                     |
| Tribu mohawk de St. Regis (Nueva York)                     |  | Legal        | Legal  | Legal para uso médico y recreativo hasta una cantidad de doce plantas.         | Legislación aprobada en junio de 2021 que legaliza el uso recreativo del cannabis y establece un programa de licencias para dispensarios en el que todo el cultivo, procesamiento y venta debe tener lugar en tierras tribales. |

## Cronología de la legalización
| Jurisdicción              | Fecha efectiva           | Venta legalizada desde  | Forma de legalización           |
| ------------------------- | ------------------------ | ----------------------- | ------------------------------- |
| Washington (estado)       | 6 de diciembre de 2012   | 8 de julio de 2014      | Iniciativa electoral            |
| Colorado                  | 10 de diciembre de 2012  | 1 de enero de 2014      | Iniciativa electoral            |
| Alaska                    | 24 de febrero de 2015    | 29 de octubre de 2016   | Iniciativa electoral            |
| Washington D. C.          | 26 de febrero de 2015    | Nunca autorizado        | Iniciativa electoral            |
| Oregón                    | 1 de julio de 2015       | 1 de octubre de 2015    | Iniciativa electoral            |
| California                | 9 de noviembre de 2016   | 1 de enero de 2018      | Iniciativa electoral            |
| Massachusetts             | 15 de diciembre de 2016  | 20 de noviembre de 2018 | Iniciativa electoral            |
| Nevada                    | 1 de enero de 2017       | 1 de julio de 2017      | Iniciativa electoral            |
| Maine                     | 30 de enero de 2017      | 9 de octubre de 2020    | Iniciativa electoral            |
| Vermont                   | 1 de julio de 2018       | 1 de octubre de 2022    | Proyecto legislativo            |
| Islas Marianas del Norte  | 21 de septiembre de 2018 | 16 de julio de 2021     | Proyecto legislativo            |
| Míchigan                  | 6 de diciembre de 2018   | 1 de diciembre de 2019  | Iniciativa electoral            |
| Guam                      | 4 de abril de 2019       | Aún no ha iniciado      | Proyecto legislativo            |
| Illinois                  | 1 de enero de 2020       | 1 de enero de 2020      | Proyecto legislativo            |
| Arizona                   | 30 de noviembre de 2020  | 22 de enero de 2021     | Iniciativa electoral            |
| Montana                   | 1 de enero de 2021       | 1 de enero de 2022      | Iniciativa electoral            |
| Nueva Jersey              | 22 de febrero de 2021    | 21 de abril de 2022     | Medida legislativa en las urnas |
| Nueva York                | 31 de marzo de 2021      | 29 de diciembre de 2022 | Proyecto legislativo            |
| Nuevo México              | 29 de junio de 2021      | 1 de abril de 2022      | Proyecto legislativo            |
| Connecticut               | 1 de julio de 2021       | 10 de enero de 2023     | Proyecto legislativo            |
| Virginia                  | 1 de julio de 2021       | Nunca autorizado        | Proyecto legislativo            |
| Rhode Island              | 25 de mayo de 2022       | 1 de diciembre de 2022  | Proyecto legislativo            |
| Misuri                    | 8 de diciembre de 2022   | 3 de febrero de 2023    | Iniciativa electoral            |
| Islas Vírgenes de EE. UU. | 18 de enero de 2023      | Aún no ha iniciado      | Proyecto legislativo            |
| Delaware                  | 23 de abril de 2023      | Aún no ha iniciado      | Proyecto legislativo            |
| Maryland                  | 1 de julio de 2023       | 1 de julio de 2023      | Medida legislativa en las urnas |
| Minnesota                 | 1 de agosto de 2023      | Aún no ha iniciado      | Proyecto legislativo            |
| Ohio                      | 7 de diciembre de 2023   | Aún no ha iniciado      | Iniciativa electoral            |

## Mapas adicionales
| Situación legal del Delta-8 THC por estados. |
|                                              |

| Liquidación de antecedentes penales por cannabis. |
|                                                   |

## Galería de símbolos universales
| Un símbolo de texto negro formado por la letra "A" "M" "M" (Arkansas Medical Marijuana) |
| Arkansas                                                                                |

| Símbolo negro con una hoja de cannabis y un signo de exclamación dentro de un triángulo redondeado con la palabra "CA" en negrita debajo. |
| California |

| Un símbolo rojo con un signo de exclamación sobre las letras "THC" dentro de un rombo cuadrado. |
| Arizona, Colorado, Florida y Ohio                                                               |

| Un símbolo de un diamante amarillo con contornos negros con una hoja de marihuana negra dentro, la palabra "Marihuana" aparece debajo en negro |
| ASTM D8441/D8441M Alaska, Montana, South Dakota y Vermont                                                                                      |

| Símbolo rojo con una hoja de cannabis sobre las letras "THC" y "Maryland" en el contorno de un triángulo redondeado. |
| Maryland |

| Símbolo de una hoja de cannabis negra dentro de un triángulo rojo redondeado con la inscripción "Contains THC" (Contiene THC) en letras negras. |
| Massachusetts, Connecticut, Maine y Rhode Island                                                                                                |

| Símbolo verde del contorno de un triángulo invertido con una hoja de cannabis en su interior, las palabras "Marijuana Product" están escritas en blanco dentro del contorno superior del triángulo |
| Míchigan |

| Símbolo de un rombo cuadrado rojo con las letras "THC" dentro y una letra "M" más pequeña debajo. |
| Misuri                                                                                            |

| Símbolo de un rombo cuadrado delineado en rojo con un signo de exclamación en su interior seguido de las letras "THC" y "NM". |
| Nuevo México |

| Símbolo de un triángulo negro con un signo de exclamación en su interior y las letras "THC" debajo. |
| Nevada                                                                                              |

| Un símbolo que contiene un octógono rojo en la parte superior izquierda con una mano blanca abierta junto a un diamante amarillo a la derecha con contornos negros con una hoja de marihuana negra en el interior, debajo de los dos iconos hay una barra negra con "No es seguro para los niños" escrito en blanco. |
| Nueva Jersey |

| Un símbolo que contiene un rombo amarillo a la izquierda con contornos negros con una hoja de marihuana negra dentro junto a un círculo con contornos rojos con "21+" escrito dentro, debajo de los dos iconos hay una barra negra con un contorno blanco del mapa del estado de Nueva York y "New York State" escrito en blanco. |
| Nueva York |

| Símbolo de un rectángulo rojo redondeado que contiene un cuadrado blanco con una hoja de marihuana roja a la derecha y un signo de exclamación blanco sobre fondo rojo a la izquierda. En texto negro las palabras "Contains THC Not Safe For Women or Pets". |
| Oklahoma |

| Símbolo de un rectángulo redondeado con contorno gris oscuro que contiene un cuadrado rojo con una hoja de marihuana blanca a la derecha y un signo de exclamación blanco sobre fondo gris oscuro a la izquierda. |
| Oregón |

| Símbolo de un rombo cuadrado de contorno negro con un relleno amarillo y una hoja de marihuana verde en el interior; hay un borde negro a un tercio del diamante con una sección de fondo blanco con "21+" escrito en negro. |
| Washington |